# Nové Hutě
Nové Hutě település Csehországban, a Prachaticei járásban. Nové Hutě Borová Lada, Kvilda, Stachy, Zdíkov, Kašperské Hory és Horská Kvilda településekkel határos. Lakosainak száma 105 fő (2024. január 1.).

## Népesség
A település lakosságának változását az alábbi diagram mutatja:
| Lakosok száma | 1555 | 2048 | 1724 | 99   | 70   | 80   | 87   | 90   | 91   | 105  |
|               | 1869 | 1900 | 1921 | 1961 | 1980 | 2011 | 2016 | 2019 | 2021 | 2024 |